# Haapsalustadion
Het Haapsalustadion (Estisch: Haapsalu linnastaadion) is een multifunctioneel stadion in Haapsalu, een stad in Estland. 
In het stadion is plaats voor 1.100 toeschouwers. Het stadion wordt vooral gebruikt voor voetbalwedstrijden, de voetbalclub Läänemaa JK maakt gebruik van dit stadion. Er werd een aantal keer van dit stadion gebruik gemaakt op een internationaal toernooi. Op het Europees kampioenschap voetbal mannen onder 19 van 2012 werden er drie groepswedstrijden gespeeld. Het Estisch vrouwenelftal onder 19 speelde er een aantal kwalificatiewedstrijden voor het Europees kampioenschap voetbal vrouwen onder 19 van 2012.